# Phyllophoridae
Famille
Les Phyllophoridae sont une famille d'holothuries (concombre de mer) de l'ordre des Dendrochirotida.

## Description et caractéristiques
Holothuries dendrochirotes caractéristiques, elles se distinguent notamment des Cucumariidae par le fait qu'elles ont en général plus de 10 tentacules buccaux. Le corps ne présente pas de plaques dures (contrairement aux Psolidae), et la couronne calcaire est constituée d'une mosaïques de plaques imbriquées, prolongée par de longues extensions postérieures. 

## Liste des genres
Selon World Register of Marine Species (18 février 2015), cette famille compte 193 espèces réparties en 21 genres :
- genre Allothyone Panning, 1949 -- 6 espèces
- genre Anthochirus Chang, 1948 -- 1 espèce
- genre Cladolella Heding & Panning, 1954 -- 1 espèce
- genre Ekmanothyone Massin, 1993 -- 1 espèce
- genre Hemithyone Pawson, 1963 -- 1 espèce
- genre Lipotrapeza Clark, 1938 -- 7 espèces
- genre Massinium Samyn & Thandar, 2003 -- 11 espèces
- genre Neopentadactyla Deichmann, 1944 -- 1 espèce
- genre Neothyonidium Deichmann, 1938 -- 11 espèces
- genre Pentadactyla Hutton, 1878 -- 2 espèces
- genre Pentamera Ayres, 1852 -- 17 espèces
- genre Phyllophorella Heding & Panning, 1954 -- 4 espèces
- genre Phyllophorus Grube, 1840 -- 32 espèces
- genre Phyllostauros O'Loughlin in O'Loughlin, Barmos & VandenSpiegel, 2012 -- 1 espèce
- genre Phyrella Heding & Panning, 1954 -- 8 espèces
- genre Selenkiella Heding & Panning, 1954 -- 3 espèces
- genre Stolus Selenka, 1867 -- 14 espèces
- genre Thorsonia Heding, 1940 -- 3 espèces
- genre Thyone Jaeger, 1833 -- 61 espèces
- genre Thyonina Thandar, 1990 -- 1 espèce
- genre Triasemperia O'Loughlin in O'Loughlin et al., 2014 -- 1 espèce

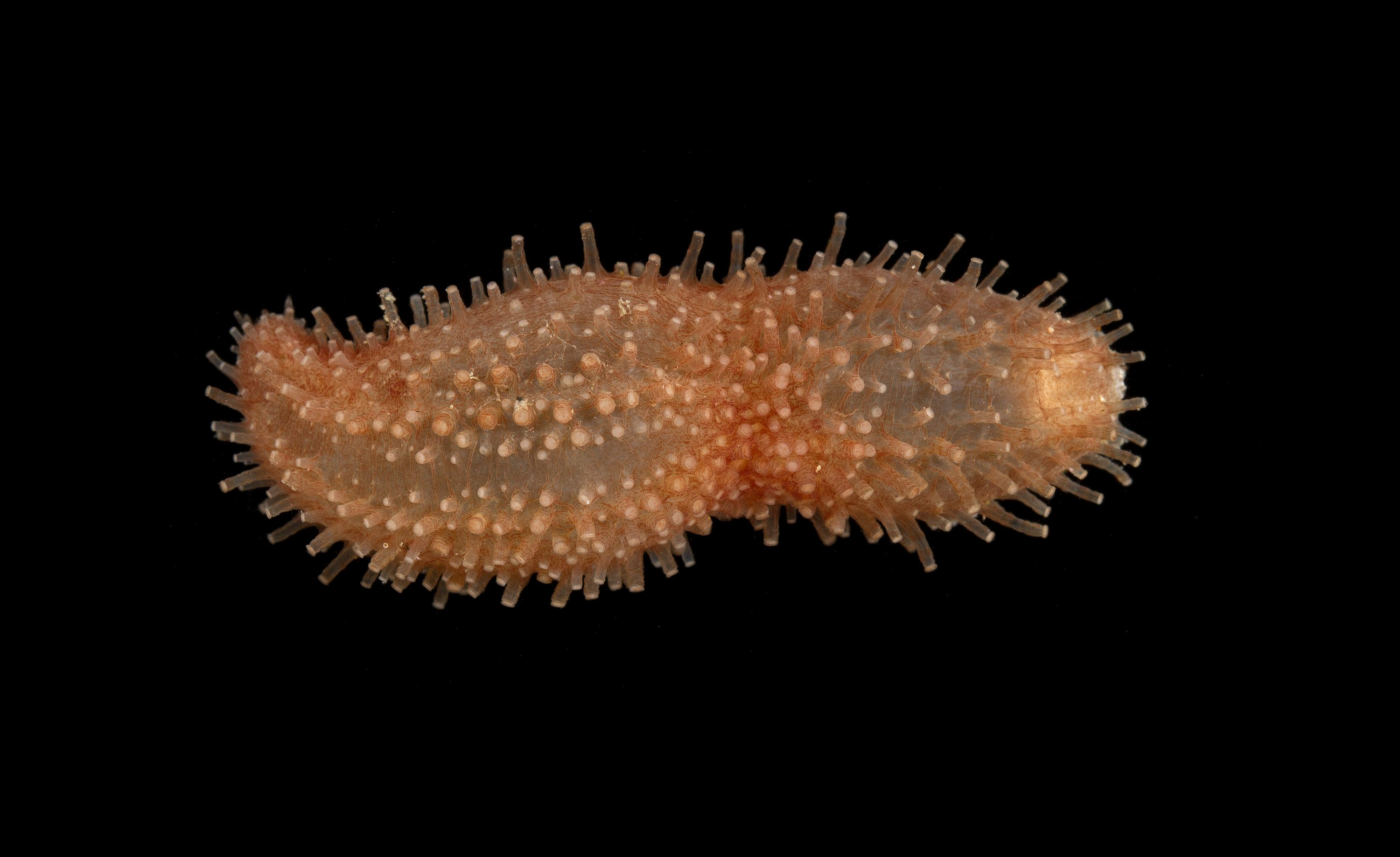
Lipotrapeza vestiens
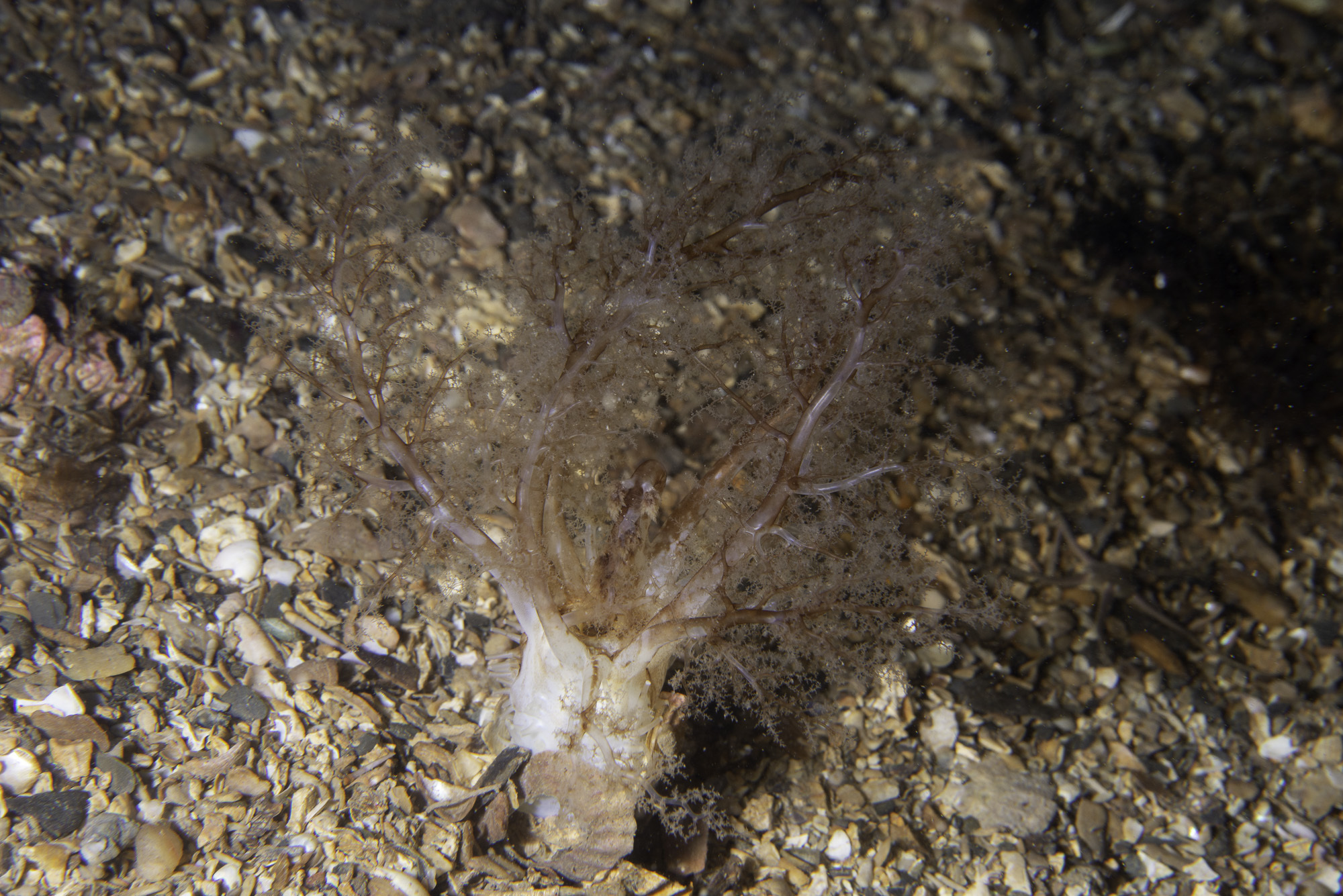
Neopentadactyla mixta
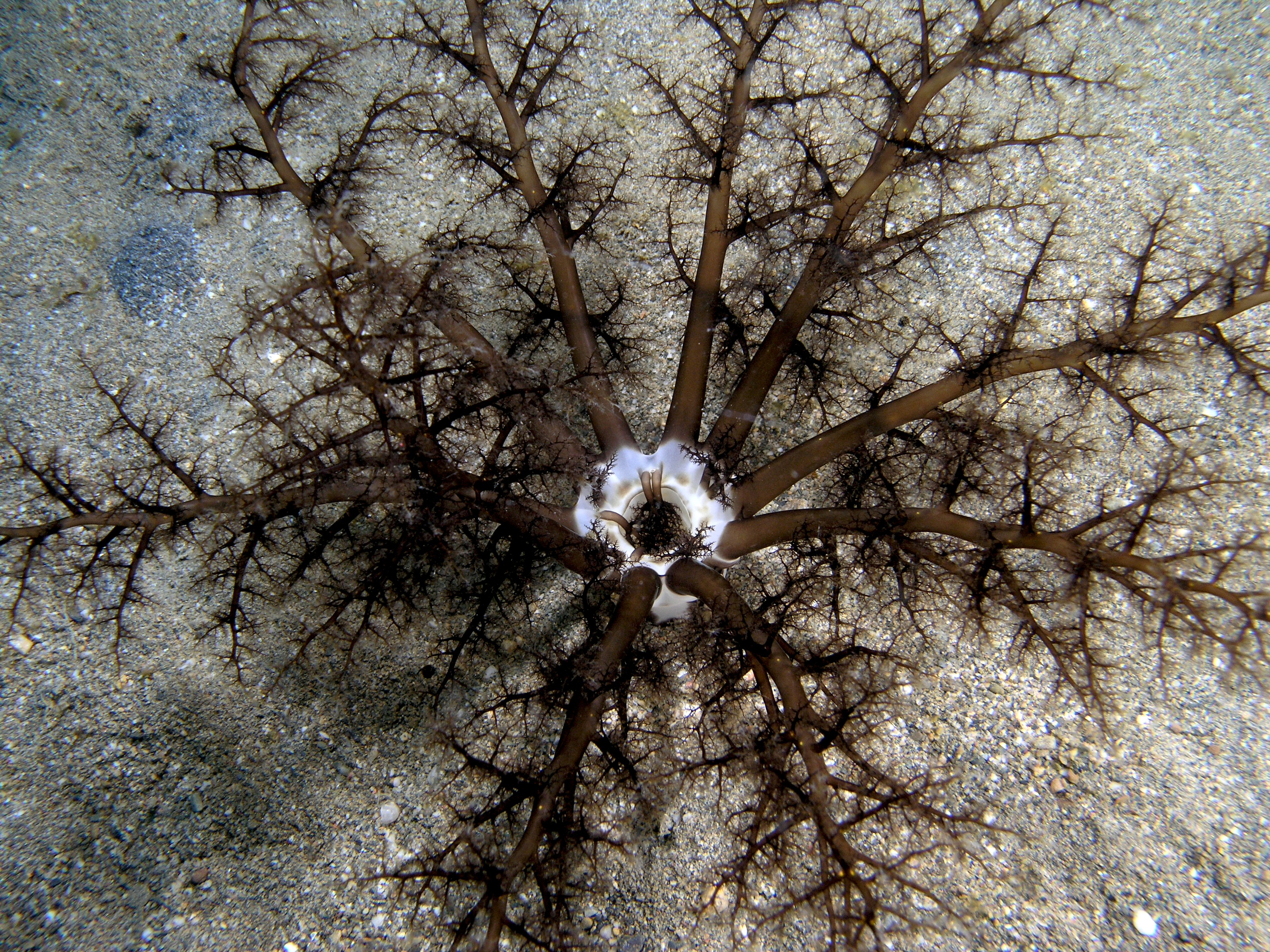
Neothyonidium magnum
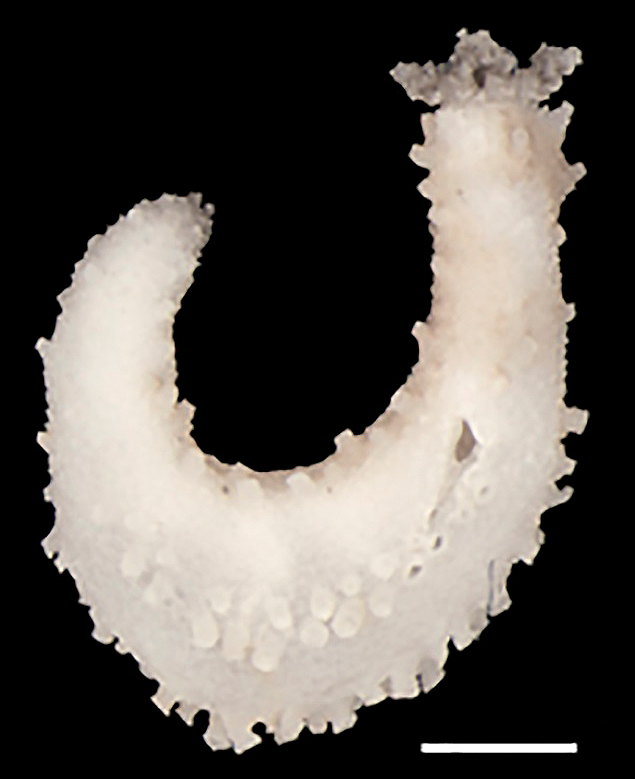
Stolus cognatus
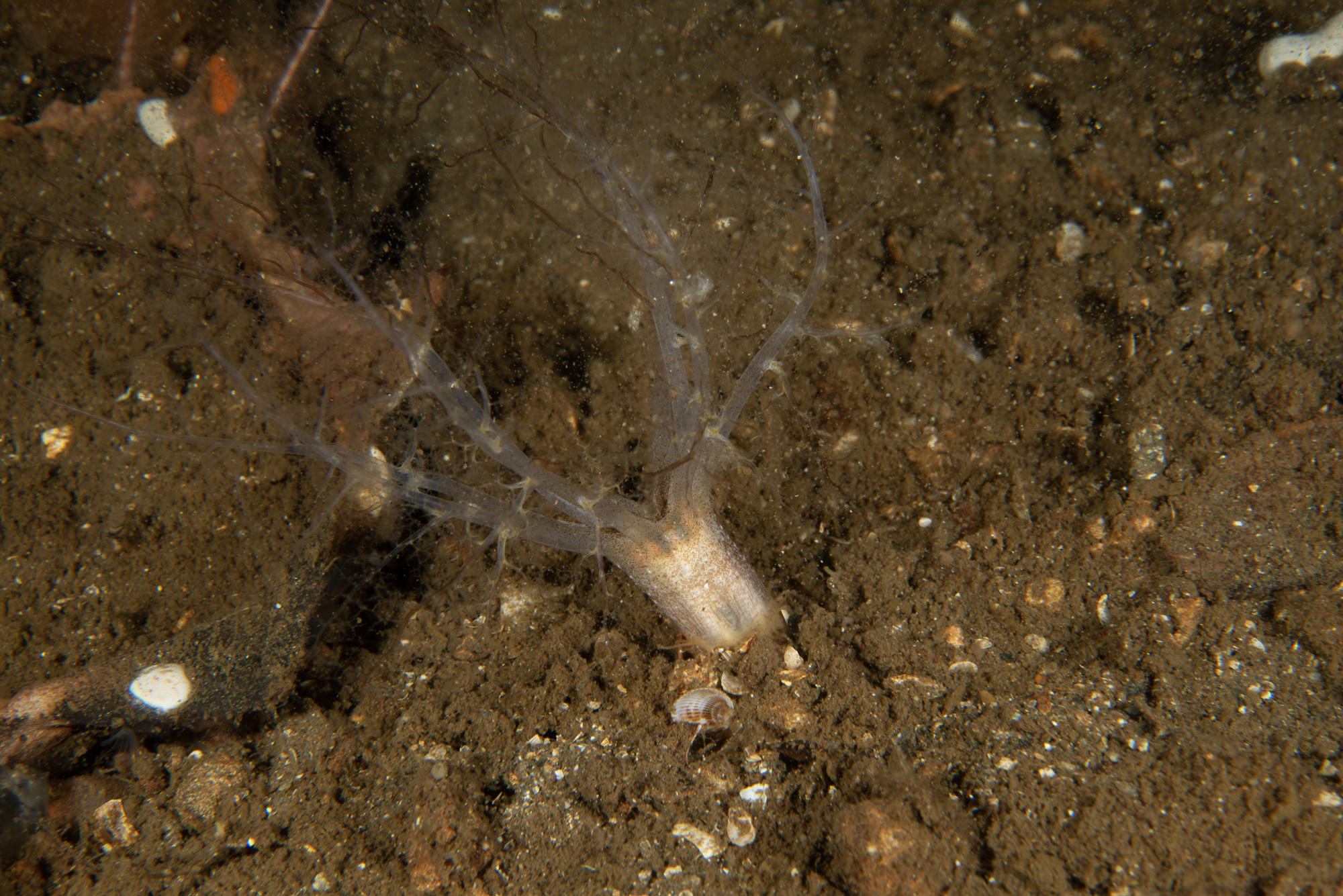
Thyone fusus
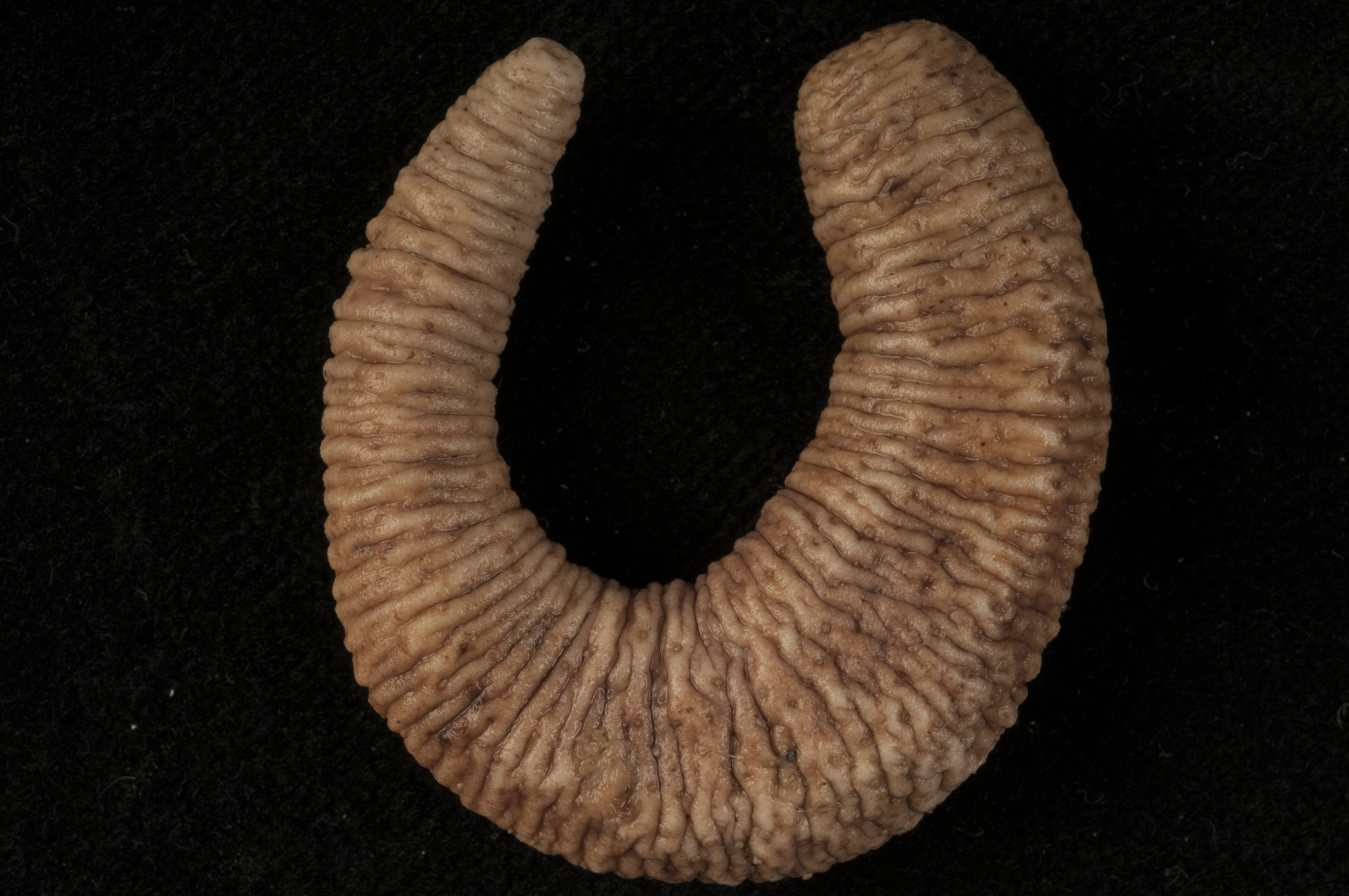
Triasemperia stola
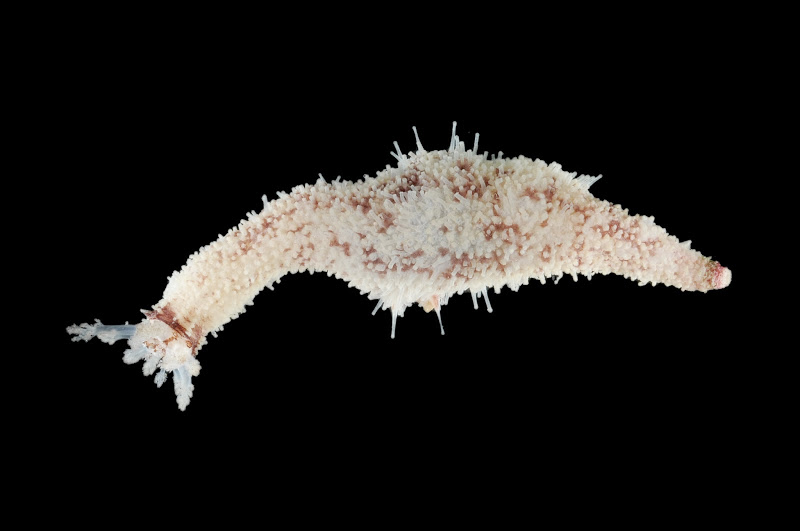
Phyrella mookiei
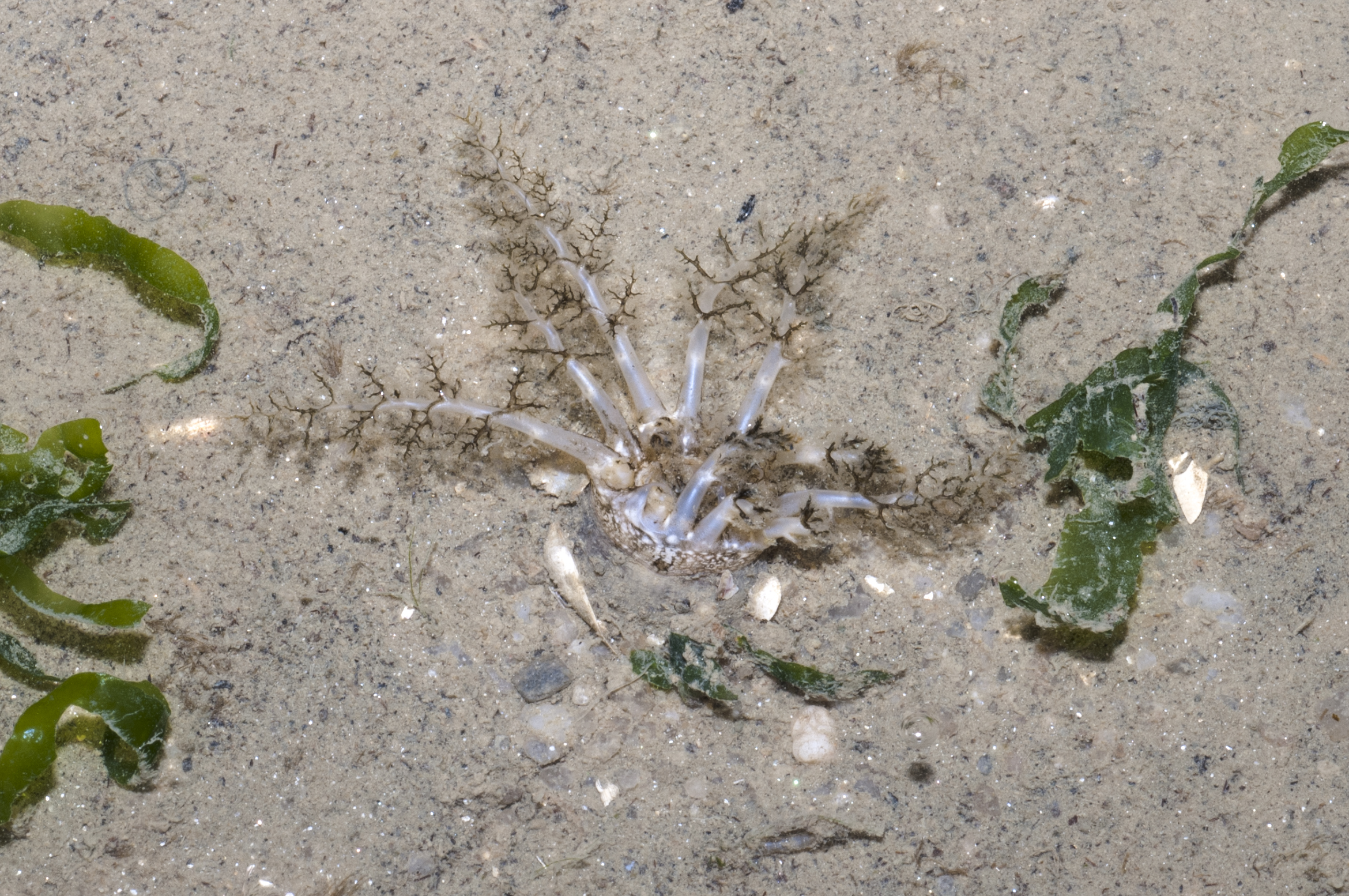
Phyllophorus sp.
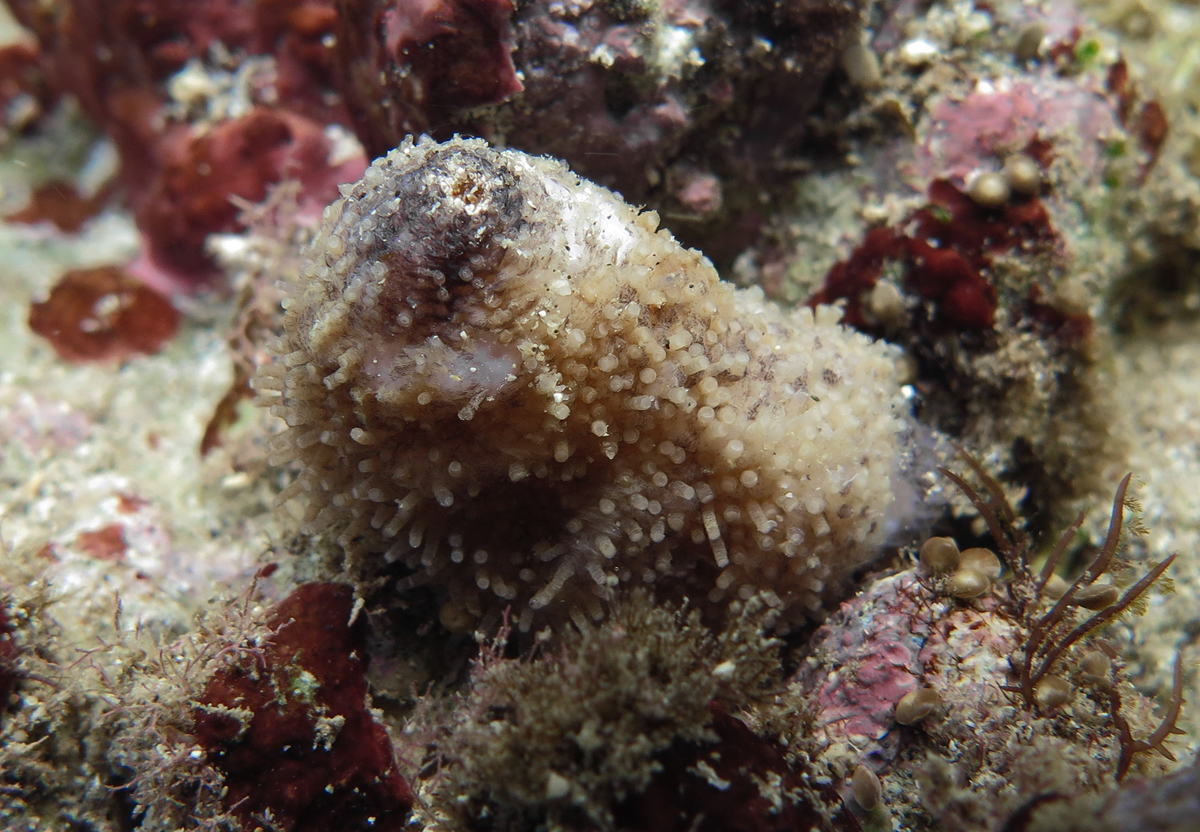
Un phyllophoridé rétracté.